# Antonio De Francesco

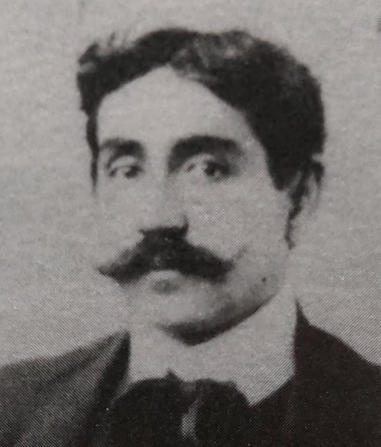
Antonio De Francesco

Antonio De Francesco (Giarre, 27 febbraio 1875 – Catania, 12 marzo 1963) è stato uno scultore italiano.

## Biografia
Nel 1902 scolpì l'altare della Madonna delle Grazie (nella chiesetta omonima di Giarre), realizzando due bassorilievi in marmo in figure policrome con le scene dell'incontro tra la Madonna e Elisabetta e quella dell'Annunciazione.
Nel 1903, sostenuto dalla famiglia nella sua vocazione artistica, completò la sua formazione al Regio Istituto di belle arti di Napoli, dove aveva frequentato il corso di scultura.
Nel 1907 iniziò a insegnare Disegno al Regio Ginnasio "Michele Amari" di Giarre, nel 1909 alla Regia Scuola Tecnica "Sammartino Pardo" di Catania.
Nel 1909 partecipò ad un concorso per una fontana pubblica (da collocare nell’attuale piazza Monsignor Alessi a Giarre) e vinse, in un ancora propizio clima di rêverie classicheggiante, con un bozzetto che mostrava la dea Teti (forse ispirato dalle sensuali forme delle Nereidi del siracusano Gregorio Zappalà nella fontana del Nettuno di pochi decenni prima, 1878, di Piazza Navona) che teneva leggiadramente alla briglia tre ippocampi, o, meglio, fantastici cavalli marini che ricordano quelli di Pacetti a Villa Borghese o di Maini, Pannini, Bracci a Fontana di Trevi.

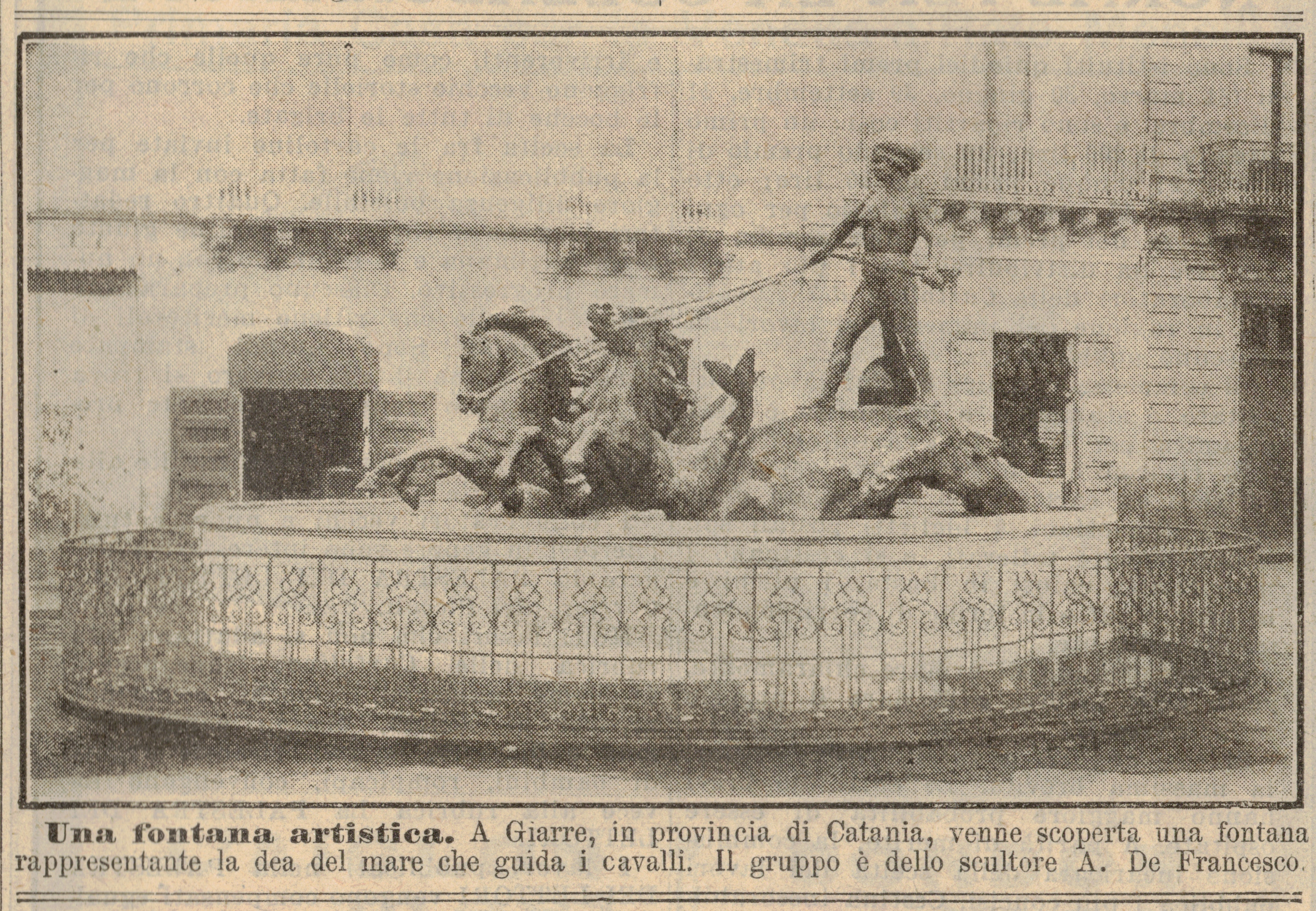
La fontana, realizzata dal De Francesco, come appariva nel 1912 su La Domenica del Corriere

L'opera venne realizzata negli anni seguenti con l’uso del cemento armato affinato, materiale economico, opportunamente plastico, che ebbe larga applicazione specialmente dopo il terremoto di Messina del 1908 ; un articolo de La Domenica del Corriere del 1912 mostra una foto della fontana che sorgeva in piazza Sangiorgio (poi Giuseppe Alessi) e riporta: "A Giarre, in provincia di Catania, venne scoperta una fontana rappresentante la dea del mare che guida i cavalli. Il gruppo è dello scultore A. De Francesco".
A causa delle procaci e generose forme della figura femminile a seno nudo, la statua della fontana venne soprannominata "la Pupa" ("la bambola") dai cittadini.
La fontana restò al suo posto fino al 1926 (De Francesco nelle sue memorie dice "sei o sette anni") quando venne spostata nella Villa Margherita di Giarre, in zona suburbana, sia per far posto al monumento ai Caduti, appositamente fatto arrivare in treno da Roma (1929) (le cui statue bronzee sarebbero state ricavate dalla fusione della statua della "Pupa"), sia per tacere le proteste del clero per la nudità della figura centrale, appoggiate dal partito “clericale” (come lo chiama lo stesso De Francesco nelle sue memorie inedite), partito che era subentrato a quello “massone” (id.).
Al posto della "Pupa" venne poi realizzato dallo scultore Mario Moschetti un Nettuno pensoso, rodiniano, seduto che si sostiene a un tridente, ma i cavalli marini frementi e i puttini intenti a giocare della fontana originale realizzata da Antonio De Francesco furono e sono tuttora preservati. Attualmente la fontana è in stato di grave derelizione, pur possedendo il Comune un progetto di restauro scientifico dal 2006 approntato dall’architetto Ivan Castrogiovanni.
Dal 1913 al 1916 De Francesco si occupò dell'insegnamento del disegno di ornato, calligrafia e plastica presso la Regia Scuola popolare per Arti e Mestieri "Edoardo Pantano" di Giarre.
Nel 1921 acquistò a Catania un magazzino per deposito marmi grezzi e lavorazione e fondò una società che anni dopo arriverà a fornire i marmi per il rivestimento del Palazzo di Giustizia di Catania, costruito ove prima sorgeva (fino al 1911) il palazzo dell'esposizione agricola siciliana.
Innumerevoli le opere e le commissioni sia private (tra cui monumenti funebri) che ecclesiastiche.
Tra le sue opere pubbliche vi è anche il busto di Giuseppe Garibaldi nella villetta Garibaldi di Giarre (1913).
Tra i monumenti sepolcrali di rilievo quello dell'ex sindaco giarrese Raffaello Grasso, nel viale degli illustri nel cimitero di Giarre nella frazione di Trepunti, e i busti del professore e sacerdote Sebastiano Lisi e del vicepretore Rosario Di Mauro.